# يان خراتاما
يان خراتاما (بالهولندية: Jan Gratama)‏ (16 أغسطس 1877  – 12 ديسمبر 1947)، كان مهندساً معمارياً هولندياً.

## سيرة ذاتية
ولد خراتاما بخرونينغن، وكان الأخ الأصغر للفنان ومدير المتحف Gerrit David Gratama. درس فيجامعة دلفت للتكنولوجيا وأصبح رسام صور شخصية محنك مثل أخيه.، وكان المستشار الفني لأخته لينا، التي أصبحت أيضاً فنانة بورتريهات، وعرفت بالنسخ التي رسمتها لأعمال فنية في موريتشويس ومتحف بلدية لاهاي.
في عام 1908 أسس مكتب عمارة في أمستردام، حيث عمل معهندريك بيتروس بيرلاخه وآخرين بطراز مدرسة أمستردام. وكان شركاءه في مكتبه Gerrit Versteeg منذ 1914 ويان فيليم دينجر منذ 1930، الذي تولى أمور المكتب بعد وفاة خراتاما عام 1947.

## أعمال في أمستردام

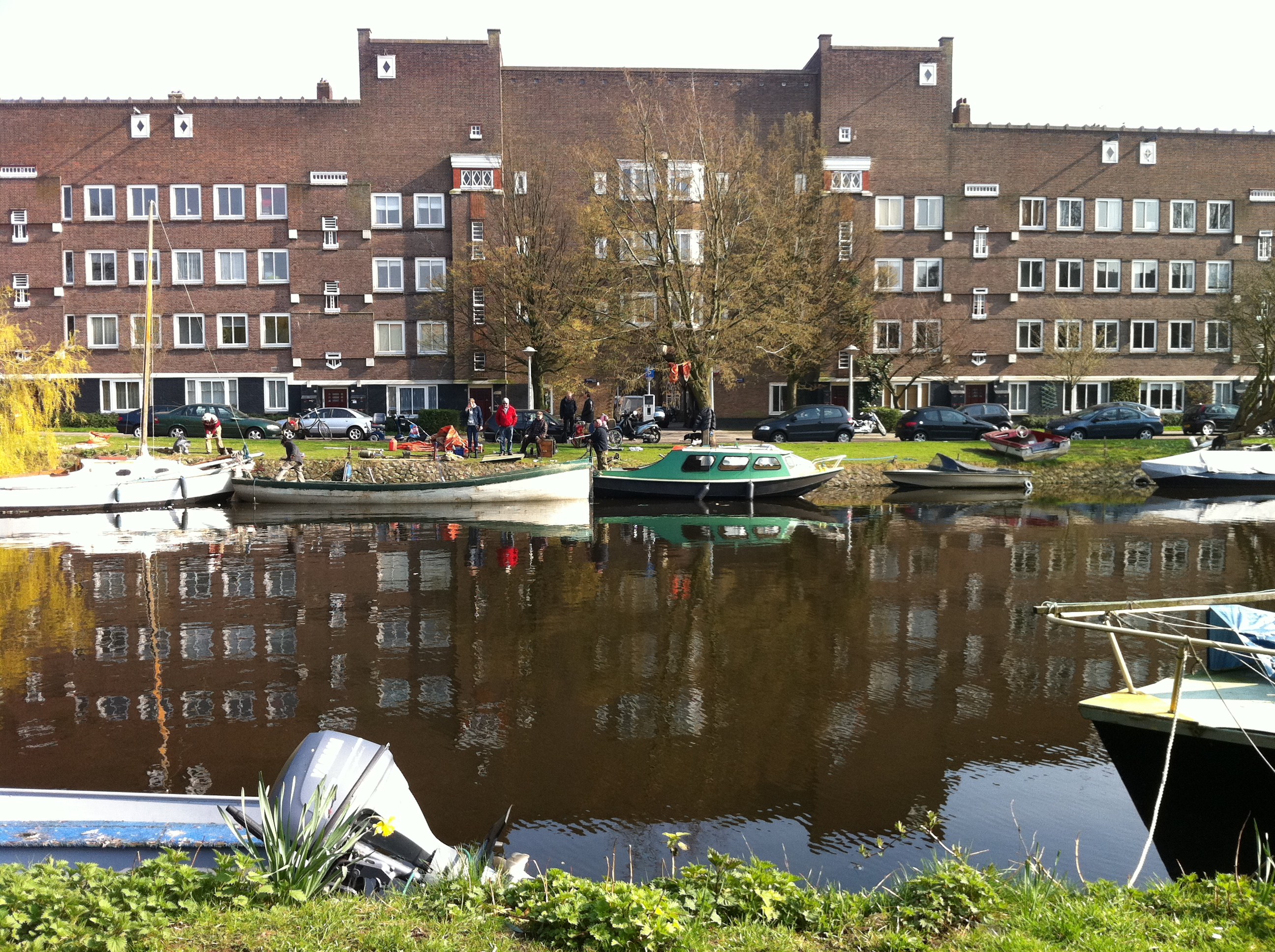
مجمع أوليمبيا، 1924
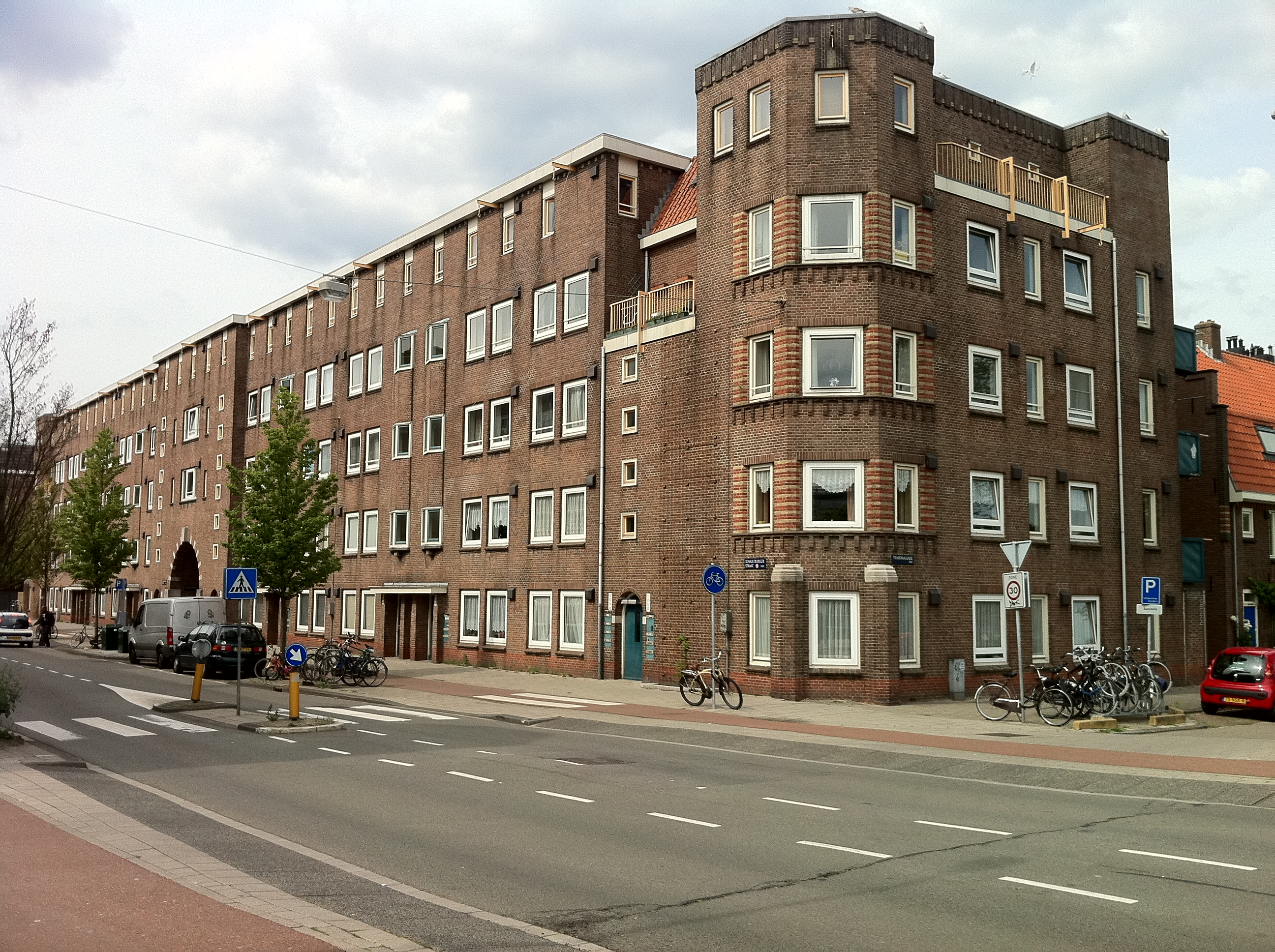
ترانسفالكاده (إسكان مدعوم)، عقد 1920
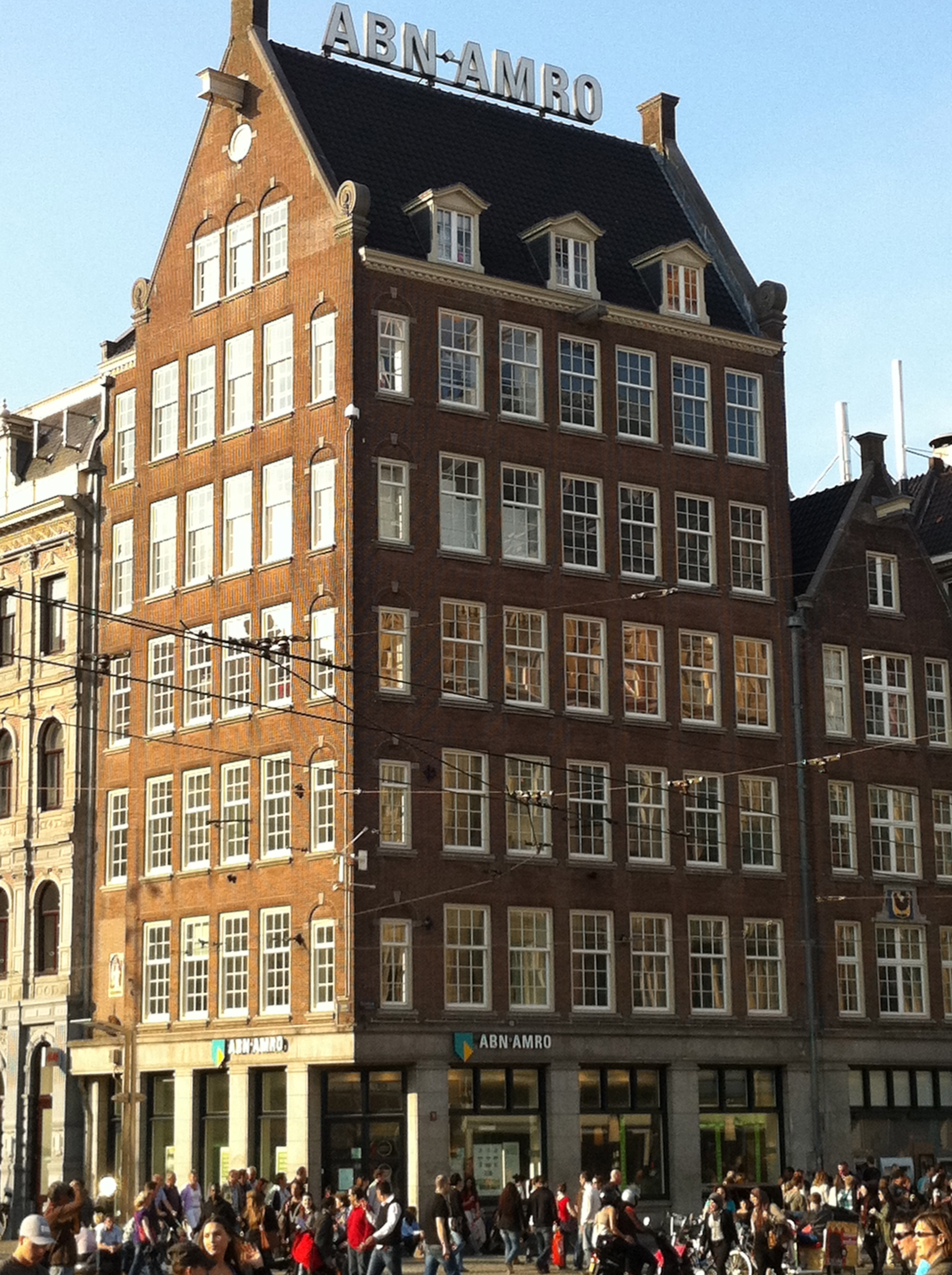
مبنى مكاتب الأسقف، ناصية من نواصي ساحة الدام وشارع دامراك بأمستردام. تم بناؤه في عام 1934 لبنك إنكاسو (اشتراه فيما بعد بنك إيه بي إن أمرو).